# Propylacetat
Propylacetat, også kendt som propyl ethanoat, er en kemisk forbindelse, der bruges som solvent og et eksempel på en ester. Det er en klar, farveløs væske, der er kendt for sin karakteristiske odeur af pærer. Som følge af dette bliver den ofte brugt i parfumer og som aroma i madvarer.
Stoffet bliver dannet ved en esterificering af eddikesyre og 1-propanol (kendt som kondensationsreaktion) ofte via Fischer–Speier esterificering, med svovlsyre som en katalysator og med vand som biprodukt.